# 虞妃 (曹叡)
虞妃（ぐひ、生没年不詳）は、中国の三国時代の魏の人物。司隷河内郡の出身。曹叡の最初の妻。

## 生涯
曹叡が平原王の時代に妃（正室）となる。しかし曹叡が皇帝に即位しても皇后には立てられず、側室だった毛氏が貴嬪となった。卞太皇太后から慰めを受けても、「曹氏は身分卑しき者を正妻に立てることを好み、道義に基づいてこれを行ったことはありません。皇后が宮廷内の事柄、君主が外の政を取り仕切り、その道が互いに助け合ってこそ成り立つのです。いやしくも始まりを善く成さず、終わりを全うできた者はありません。まずこの理由で国は滅び、祭祀は断絶するでしょう」と批判を口にし、最終的に鄴宮へと退けられた。